# Бухарестська (станція метро)
59°53′01″ пн. ш. 30°22′10″ сх. д. / 59.88361° пн. ш. 30.36944° сх. д.
Бухарестська (рос. Бухарестская) — станція Фрунзенсько-Приморської лінії (лінія 5), Санкт-Петербурзького метрополітену. Була відкрита 28 грудня 2012 разом зі станцією Міжнародна як продовження Фрунзенсько-Приморської лінії
Станція розташована на південно-східній стороні лінії, між станціями Волковська і Міжнародна. На час відкриття станції, Міжнародна була кінцевою на південно-східному боці лінії. Вестибюль Бухарестської побудовано на розі вулиць Бухарестська (звідси й назва) і Салова, Фрунзенського району.
Бухарестська — пілонна станція глибокого закладення станції . Будівництво почалося в 1986., але було заморожено, і відновлено в 2000-х роках. Спочатку планувалося, відкриття на серпень 2012 року, але відкриття було відкладено до грудня 2012 року, оскільки ескалатори не було доставлено вчасно.
Існувало кілька пропозицій щодо перейменування станції, проте назву залишили, оскільки оздоблення станції, присвячене місту Бухарест, було виготовлене заздалегідь, і було б недоцільно розроблювати і створювати новий дизайн станції.